# Parapomponema hastatum
Parapomponema hastatum är en rundmaskart som beskrevs av Ott 1972. Parapomponema hastatum ingår i släktet Parapomponema och familjen Cyatholaimidae. Inga underarter finns listade i Catalogue of Life.